# Ramboldia petraeoides
Ramboldia petraeoides är en lavart som först beskrevs av Nyl. ex C. Bab. & Mitt., och fick sitt nu gällande namn av Kantvilas & Elix. Ramboldia petraeoides ingår i släktet Ramboldia och familjen Lecanoraceae.   Inga underarter finns listade i Catalogue of Life.